# District de Lamay
Au Pérou, le district de Lamay est l’un des huit districts de la province de Calca. Ce district a été créé le 3 janvier 1952 par le gouvernement du Président Manuel Odría. Son chef-lieu est la ville de Lamay située à 2 934 m d’altitude.
Les habitants du district sont principalement des citoyens autochtones d’origine quechua. Le quechua est la langue que la majorité de la population (81,43%) a appris à parler dans l’enfance, 18,05% des résidents ont commencé à parler en utilisant la langue espagnole (recensement du Pérou de 2007).
Le disctrict est traversé par la route PE-28B.